# Carlos Riolfo
Carlos Riolfo (5 de novembre de 1905 - 5 de desembre de 1978) fou un futbolista uruguaià. Va formar part de l'equip uruguaià a la Copa del Món de 1930, tot i que no va jugar ni un minut.